# Synagoge (Unterdeufstetten)
Die Synagoge in Unterdeufstetten, einem Ortsteil der Gemeinde Fichtenau im Landkreis Schwäbisch Hall in Baden-Württemberg, war das Gotteshaus der dortigen jüdischen Gemeinde.

## Jüdische Gemeinde Unterdeufstetten
Die jüdische Gemeinde von Unterdeufstetten bestand vom 18. Jahrhundert bis 1912. Sie galt zeitweise als die ärmste jüdische Gemeinde Württembergs. Ihre Mitglieder lebten größtenteils vom Lumpensammeln, kleineren Tauschgeschäften oder Bettelei. Die ersten jüdischen Familien wurden 1713 in der Ziegelhütte aufgenommen; einen Höchststand erreichte die Zahl der jüdischen Einwohner Unterdeufstettens im Jahr 1858 mit 65 Personen. Danach ging die Zahl kontinuierlich zurück; die letzten Einwohner jüdischen Glaubens wanderten nach dem Ersten Weltkrieg ab. 
Die Gemeinde war ab 1832 Filialgemeinde von Crailsheim. Seit 1876 besaß sie ein eigenes Schulhaus, zuvor hatten die Kinder die katholische Schule des Ortes besucht. Ein rituelles Bad (Mikwe) am Rotbach (Gebäude Nr. 125) existierte vom frühen 18. Jahrhundert bis 1912. Die Toten der Gemeinde wurden auf dem jüdischen Friedhof in Schopfloch bestattet.
Mit dem Lehrer Samuel W. Eppstein beherbergte die Gemeinde Unterdeufstetten zeitweise den einzigen Sofer (Toraschreiber) Württembergs. Eppstein starb im Jahr 1901 im Alter von 40 Jahren.

## Synagogenbauten
Zunächst nutzte die Gemeinde eine Synagoge in der Ziegelhütte, die sie auf eigene Kosten unterhielt. Darüber hinaus mussten jährlich zwei Gulden an die Gutsherrschaft des Rittergutes Unterdeufstetten gezahlt werden, um die Erlaubnis, Gottesdienste abzuhalten, zu erlangen. Die gesamte Ziegelhütte wurde 1755 abgerissen, da sie zu baufällig geworden war. Die jüdischen Familien wurden in zwei Sechsfamilienhäuser umgesiedelt, in deren einem die oberste Wohnung leer blieb und als Betsaal eingerichtet wurde. In den ersten zehn Jahren hatten die Benutzer dieser Häuser Miete zu bezahlen, dann erhielten sie sie samt dem Schlachthaus mit Backküche und Mikwe geschenkt. 
Der Betsaal wurde bei einem Umbau 1865 aufgelöst. Fortan wurden drei Kammern zum Gebet verwendet, während man gleichzeitig Spenden für eine bereits im Bau befindliche neue Synagoge sammelte. Dieses Ende Juli 1765 fertiggestellte Gebäude kostete 414 Gulden. Es war von Joseph Eichmann errichtet worden. Die Sitzplätze in der Synagoge wurden in regelmäßigen Abständen versteigert. Doch auch diese Maßnahme brachte nicht genug Geld ein. Nachdem zahlreiche jüdische Familien abgewandert waren, wurde die Synagoge, auf der damals noch Kapitalschulden in Höhe von 227 Gulden lasteten, im Jahr 1777 für 140 Gulden an zwei Christen verkauft. Nur die Kultgegenstände und zwei Messingleuchter blieben in jüdischem Besitz. 
Nach Zuwanderung neuer Gemeindemitglieder wurden etwa ab 1785 offenbar wieder Gottesdienste in einem Betsaal gehalten, was jedoch ein Ende fand, nachdem Unterdeufstetten Filialgemeinde von Crailsheim geworden war und deshalb kein öffentlicher jüdischer Gottesdienst mehr in der Gemeinde abgehalten werden durfte. Der Braunsbacher Rabbiner schlug 1837 bei einer Visitation vor, wieder einen geprüften Lehrer einzustellen und regelmäßige Gottesdienste zuzulassen, was mittelbar zum Bau einer neuen Synagoge führte, da die Zustände in Unterdeufstetten als unhaltbar angesehen wurden. Die Gemeinde feierte damals ihre Gottesdienste in einer „erbärmlichen Dachstube“ und es hieß, dass „eine unglücklichere Gemeinde im ganzen Lande nicht mehr“ zu finden sei.
Die neue Synagoge wurde 1848/49 errichtet. Sie kostete 2591 Gulden, wovon 350 Gulden durch Spenden aus dem ganzen Land finanziert werden konnten. Die Regierung hatte 300 Gulden beigetragen. Nach dem Bau blieben der Gemeinde noch 1300 Gulden Schulden, weshalb eine Kollekte in ganz Württemberg stattfand, da die Unterdeufstettener Juden nicht einmal die Zinsen für diesen Betrag bezahlen konnten. 
Nach der Auflösung der Gemeinde im Jahr 1912 wurden die Synagoge (Gebäude Nr. 142, heute Dinkelsbühler Str. 9), das Schulhaus (Gebäude Nr. 130) und das Bad (Gebäude Nr. 125) öffentlich versteigert. Insgesamt betrug der Erlös 5516 Mark. Die einstige Synagoge existiert, zum Wohnhaus umgebaut, nach wie vor.